# Mjell Glacier
Mjell Glacier är en glaciär i Antarktis. Den ligger i Östantarktis. Norge gör anspråk på området. Mjell Glacier ligger 1 883 meter över havet.
Terrängen runt Mjell Glacier är varierad, och sluttar österut. Trakten är obefolkad. Det finns inga samhällen i närheten. 